# 中国行政管理学会
中国行政管理学会是中华人民共和国从事行政管理研究的学者和单位组成的全国性、学术性、非营利性社会团体，1988年10月在北京市成立。